# Форньот
Фо́рньот (др.-сканд. Fornjótr) — в скандинавской мифологии великан, прародитель ётунов. Упоминается в саге «О Форньоте и его роде» и «Саге об оркнейцах».

## Этимология
Fornjótr в древнескандинавском языке происходит, вероятно, от двух слов: forn («древний») и jótr («ётун») и может означать «древний ётун (великан)» или «древнее существо». Предлагается и альтернативная версия происхождения этого имени: for («прежде, раньше», «впереди») и njótr («потребитель», «владелец») со значением «первый владелец». Возможны и другие варианты, исходя из деления слова на две основы: forn-njótr («наслаждающийся жертвами») или forn-þjótr («древний крикун»).

## Древнескандинавские источники
В «Старшей Эдде» имя Форньот не встречается ни в одном из манускриптов.
В «Языке поэзии», входящем в состав «Младшей Эдды», употреблён кеннинг «сын Форньота», служащий для поэтического описания ветра, и приведён соответствующий пример из скальдической поэзии. Этот же кеннинг можно встретить в послеэддической поэме «Предваряющая песнь», иногда включаемой в переводы «Старшей Эдды».
В «Списках имён», также включаемых в «Младшую Эдду», Форньот перечислен среди прочих великанов-ётунов.
В «Саге об оркнейцах» даётся следующая информация о Форньоте: 

«Одного конунга звали Форньот; он правил землями, которые назывались Финнланд и Квенланд. Это к востоку от залива, который на севере встречается с Гандвиком; мы называем его Хельсингьяботн. У Форньота было три сына. Одного звали Хлер, которого мы зовём Эгиром, второго — Логи, третьего — Кари.»
В одной из «Саг о древних временах», где также говорится о потомках Форньота, он называется просто «один человек».

## Интерпретации и мнения
Немецкий филолог и мифолог Якоб Гримм видел в образе Форньота представителя древних демонических гигантов. Он же упоминал некую лечебную траву, называвшуюся в древнеанглийских текстах «рука Форньота», и предполалал, что на древневерхненемецком языке великан мог зваться Firnёz; таким образом, Форньот и его потомки могли быть известны не только в пределах Скандинавии, но и среди других германских племён. Гримму принадлежит и наблюдение о том, что наличие трёх сыновей характерно для персонажей различных мифологий: помимо Форньота это и Ной (с сыновьями Сим, Хам и Иафет), Сатурн (Зевс, Посейдон, Плутон), Бор (Один, Вили, Ве) и другие.
Поскольку Кари считается олицетвореним ветра, а Логи — огня, Форньот называется соответственно отцом ветров и огня, прародителем элементов, а также персонификацией земли. Упомянутый в эддической «Песни о Хюмире» некий Мискорблинди (отец Эгира), вероятно, тот же самый Форньот. Согласно другим интерпретациям Форньот может быть отнесён к инеистым великанам, либо идентичен с правеликаном Имиром, и даже в целом служить синонимом к слову «великан». Возможно, что Форньот — один из древнейших персонажей скандинавской мифологии. По всей видимости он был убит богом грозы Тором.
Абстрагируясь от образа великана, Форньот может выступать как первый владелец Ютландии (либо южной Финляндии и Каянской земли). Уже в средние века было составлено генеалогическое дерево, которое вело родословную реальных норвежских королей от мифического Форньота.
Имя Форньот присвоено одному из спутников Сатурна.